# Centaurea intricata
Centaurea intricata — вид квіткових рослин айстрових (Asteraceae). Ареал: Ірак, Іран.

## Середовище
Населяє кам'янисті луки.

## Морфологічна характеристика
Це напівкущик 10–15 см заввишки, сіро-волосистий. Листки короткі, лінійні, цілісні, найбільш верхні лускоподібні. Квіткові голови кінцеві та пазушні, поодинокі, видовжено-циліндричні, дрібні. Квітки ніжно-рожеві та білі. Період цвітіння: літо.